# Борис Иванов (художник)
Борис Иванов Николов е български художник, живописец, плакатист и сценограф.

## Биография
Борис Иванов е роден на 2 юли 1904 в София. През 1927 започва да учи живопис в Художествената академия при проф. Цено Тодоров, а след това се прехвърля и завършва декоративно изкуство при проф. Стефан Баджов.
Освен като художник, работи и като учител в София. Пише статии в печата, публикува каталози на художниците Бенчо Обрешков (1964) и Кирил Петров (1966). Работи като плакатист.
Той е един от основателите и активни членове на Дружеството на новите художници.

## Творчество
Борис Иванов рисува женски тела, портрети и натюрморти, създава също и социални картини, в които сюжетът измества живописното чувство.
Той въздейства чрез колорита, цветът става основно изразно средство в неговото изкуство.
В началото рисува картини за селския живот:
- „Жътварка“
- „Хлябът“ – и двете изчезнали през 80-те години.

От този период е запазена
- „Почиващи работници“, 1929 – 30 г.

След Септемврийското въстание рисува произведения за погрома:
- „Могила“
- „След разстрел“, 1931 г.

Създава много женски портрети -
- „Жена ми с шапка“, 1936 г.
- „Портрет на жена ми“, 1936 г., НХГ.

Характерни картини с експресивен рисунък и жизнерадостни багри -
- „Манифестация“, 1958 г.
- „Градина в Павлово“.

Участва в много изложби в страната, а също в Париж, Мюнхен, Будапеща, Ню Йорк, Пекин и др.
През 1975 г. прави юбилейна изложба в София.

## Награди
- Орден „Кирил и Методий“
- Орден „Народна република България“ и др.